# Herpetogramma mutualis
Herpetogramma mutualis es una especie de polilla del género Herpetogramma, categorizada en la tribu Herpetogrammatini, de la subfamilia Spilomelinae. Fue descrita por Philipp Christoph Zeller en 1852.

## Distribución
Se distribuye por África: República Democrática del Congo, Namibia, Somalia, Sudáfrica, Tanzania y Zimbabue.